# Число Перрена
В теорії чисел числами Перрена називаються члени лінійної рекурентної послідовності:
P(0) = 3, P(1) = 0, P(2) = 2,
і
P(n) = P(n − 2) + P(n − 3) для n > 2.
Послідовність чисел Перрена починається з
3, 0, 2, 3, 2, 5, 5, 7, 10, 12, 17, 22, 29, 39, … (послідовність A001608 з Онлайн енциклопедії послідовностей цілих чисел, OEIS)

## Історія
Цю послідовність згадав 1876 року Едуард Люка. В 1899 цю саму послідовність використовував у явному вигляді Перрен. Найглибше цю послідовність вивчили Адамс (Adams) і Шанкс (Shanks) (1982).

## Властивості

### Твірна функція
Твірною функцією чисел Перрена є
{\displaystyle G(P(n);x)={\frac {3-x^{2}}{1-x^{2}-x^{3}}}.}

### Матричне подання
{\displaystyle {\begin{pmatrix}0&1&0\\0&0&1\\1&1&0\end{pmatrix}}^{n}{\begin{pmatrix}3\\0\\2\end{pmatrix}}={\begin{pmatrix}P\left(n\right)\\P\left(n+1\right)\\P\left(n+2\right)\end{pmatrix}}}

### Аналог формули Біне
Послідовність чисел Перрена можна записати в термінах степеня коренів характеристичного рівняння
{\displaystyle x^{3}-x-1=0.}
Це рівняння має три корені. Один з цих коренів p дійсний (відомий як пластичне число). Використовуючи його і два спряжених комплексних корені q і r, можна виразити число Перрена аналогічно формулі Біне для чисел Люка:
{\displaystyle P\left(n\right)={p^{n}}+{q^{n}}+{r^{n}}.}
Оскільки абсолютні значення комплексних коренів q і r менші від 1, степені цих коренів будуть при збільшенні n прямувати до 0. Для великих n формула спрощується до
{\displaystyle P\left(n\right)\approx {p^{n}}}
Цю формулу можна використати для швидкого обчислення чисел Перрена для великих n. Відношення послідовних членів послідовності Перрена прямує до p ≈ 1.324718. Ця константа грає ту ж роль для послідовності Перрена, що й золотий перетин для чисел Люка. Аналогічний зв'язок є між p і послідовністю Падована, між золотим перетином і числами Фібоначчі, а також між срібним перетином і числами Пелля.

### Формула множення
З формул Біне можна отримати формули для G(kn) в термінах G(n-1), G(n) і G(n+1). Відомо, що
{\displaystyle {\begin{matrix}G(n-1)&=&p^{-1}p^{n}+&q^{-1}q^{n}+&r^{-1}r^{n}\\G(n)&=&p^{n}+&q^{n}+&r^{n}\\G(n+1)&=&pp^{n}+&qq^{n}+&rr^{n}\end{matrix}}}
Що дає систему трьох лінійних рівнянь з коефіцієнтами з поля розкладу многочлена {\displaystyle x^{3}-x-1}. Визначивши обернену матрицю, можна розв'язати рівняння й отримати {\displaystyle p^{n},q^{n},r^{n}}. Потім можна піднести до степеня k всі три отриманих значення і порахувати суму.
Приклад програми в системі Magma:
```
P
<
x
>
 := PolynomialRing(Rationals());
S
<
t
>
 := SplittingField(x^3-x-1); 
P2
<
y
>
 := PolynomialRing(S);
p,q,r := Explode(
[
r
[
1
]
 : r in Roots(y^3-y-1)
]
);
Mi:=Matrix(
[
[
1/p,1/q,1/r
]
,
[
1,1,1
]
,
[
p,q,r
]
]
)^(-1);
T
<
u,v,w
>
 := PolynomialRing(S,3);
v1 := ChangeRing(Mi,T) *Matrix(
[
[
u
]
,
[
v
]
,
[
w
]
]
);

[
p^i*v1
[
1,1
]
^3 + q^i*v1
[
2,1
]
^3 + r^i*v1
[
3,1
]
^3 : i in 
[
-1..1
]
]
;
```

Нехай {\displaystyle u=G(n-1),v=G(n),w=G(n+1)}. Розв'язавши систему, отримаємо
{\displaystyle {\begin{matrix}23G(2n-1)&=&4u^{2}+3v^{2}+9w^{2}+18uv-12uw-4vw\\23G(2n)&=&-6u^{2}+7v^{2}-2w^{2}-4uv+18uw+6vw\\23G(2n+1)&=&9u^{2}+v^{2}+3w^{2}+6uv-4uw+14vw\\23G(3n-1)&=&\left(-4u^{3}+2v^{3}-w^{3}+9(uv^{2}+vw^{2}+wu^{2})+3v^{2}w+6uvw\right)\\23G(3n)&=&\left(3u^{3}+2v^{3}+3w^{3}-3(uv^{2}+uw^{2}+vw^{2}+vu^{2})+6v^{2}w+18uvw\right)\\23G(3n+1)&=&\left(v^{3}-w^{3}+6uv^{2}+9uw^{2}+6vw^{2}+9vu^{2}-3wu^{2}+6wv^{2}-6uvw\right)\end{matrix}}}
Число 23 виникає в цих формулах як дискримінант многочлена, який задає послідовність ({\displaystyle x^{3}-x-1}).
Це дозволяє обчислювати n-е число Перрена в арифметиці цілих чисел, використовуючи {\displaystyle O(\log n)} множень.

## Прості й подільність

### Псевдопрості числа Перрена
Доведено, що всі прості p ділять P(p). Зворотне, однак, хибне — деякі складені числа n можуть ділити P(n), такі числа називаються псевдопростими числами Перрена.
Питання про існування псевдопростих чисел Перрена розглянув сам Перрен, але було невідомо, існують вони чи ні, поки Адамс (Adams) і Шанкс (Shanks) (1982) не виявили найменшого з них, 271441 = 5212. Наступним стало {\displaystyle 904631=7\times 13\times 9941}. Відомо сімнадцять псевдопростих чисел Перрена, менших від мільярда. Джон Ґрантам (Jon Grantham) довів, що є нескінченно багато псевдопростих чисел Перрена.

### Прості числа Перрена
Числа Перрена, які є простими, утворюють послідовність:
2, 3, 5, 7, 17, 29, 277, 367, 853, 14197, 43721, 1442968193, 792606555396977, 187278659180417234321, 66241160488780141071579864797 послідовність A074788 з Онлайн енциклопедії послідовностей цілих чисел, OEIS
У травні 2006 року Вайсстайн знайшов ймовірно просте число Перрена P(263226) з 32147 знаків.